# Jens-Kristian Sørensen
Jens-Kristian Selvejer Sørensen (født 21. marts 1987 i Biersted) er en fodboldspiller fra Danmark, som spiller i Vendsyssel FF
Jens-Kristian Sørensen har spillet ungdomsfodbold i Biersted IF og AaB.
I sommeren 2011 skiftede han til Viborg FF på en to-årig kontrakt. Da kontrakten med Viborg FF udløb i sommeren 2013 skiftede han til Vendsyssel FF, hvor han fik en toårig kontrakt. Han sluttede sin elitekarriere hos klubben i sommeren 2017, hvorpå han påbegyndte en karriere som folkeskolelærer.